# The Musical Box (utwór)
 The Musical Box  – utwór muzyczny brytyjskiej grupy rockowej Genesis zamieszczony na albumie Nursery Cryme wydanym w 1971.

## Kompozycja  i fabuła
Jego pierwowzór stworzył Anthony Phillips, komponując instrumentalny utwór zatytułowany Manipulation, opublikowany jedynie w wersji demo. Po odejściu Philipsa utwór został rozbudowany przez pozostałych czterech członków zespołu, dodano również tekst autorstwa Petera Gabriela opowiadający makabryczną historię, w której dziewczynka imieniem Cynthia młotkiem od krokieta odcina głowę swemu koledze Henry’emu. Później znajduje pozytywkę (tytułowy Musical Box) należącą do niego i otwierając ją uwalnia ducha zmarłego chłopca, który szybko staje się starcem nie przestającym jednak pożądać fizycznie Cynthii. Utwór nawiązuje do Alicji w krainie czarów i dziecięcych rymowanek, od których pochodzi również tytuł albumu Nursery Cryme, zaś jego akcja jest umiejscowiona w wiktoriańskiej Anglii.  Bohaterowie piosenki są głównym motywem okładki albumu, zaprojektowanej przez Paula Whiteheada.
Ton w warstwie muzycznej nadają gitary 12-strunowe, przeplatane solówkami na gitarze prowadzącej. Dopiero w ostatniej części pojawia się gitara basowa oraz organy, tworzące wraz z ekspresyjnym śpiewem Petera Gabriela potężny punkt kulminacyjny całego utworu.

## Wersje koncertowe
Kompozycja nabrała jeszcze mocniejszego charakteru na koncertach, podczas których Gabriel zakładał na głowę maskę pomarszczonego starca, by w sugestywny sposób przekazać emocje i pragnienia starego Henry’ego, zaś pulsujące światła na scenie podkreślały dramatyczny, pięciokrotnie powtórzony okrzyk Now! (Teraz!). Utwór był żelaznym punktem koncertów zespołu, aż do odejścia Petera Gabriela w 1975 roku. Bardzo udana jego wersja została wydana na koncertowym albumie Genesis Live z 1973. 
Później na scenie wykonywano jedynie końcowy fragment utworu. Na płycie Seconds Out z 1977 połączony jest on z utworem The Lamb Lies Down On Broadway. Ostatnie jego wykonanie miało miejsce w czasie trasy koncertowej The Way We Walk w 1992, gdzie jest on fragmentem kompozycji Old Medley, będącej wiązanką kilku starszych utworów.

## Wykonawcy
- Tony Banks  – instrumenty klawiszowe: organy, fortepian, melotron, gitara dwunastostrunowa
- Phil Collins  – perkusja, wokal wspierający
- Peter Gabriel  – śpiew, flet, instrumenty perkusyjne
- Steve Hackett  – gitara, gitara dwunastostrunowa
- Mike Rutherford  – gitara basowa, gitara dwunastostrunowa